# Chiemsee
Le Chiemsee [ˈkiːmzeː], parfois surnommé « la mer bavaroise », est le plus grand lac de Bavière et le troisième plus grand lac d'Allemagne, avec une superficie de 80 km2.

## Géographie

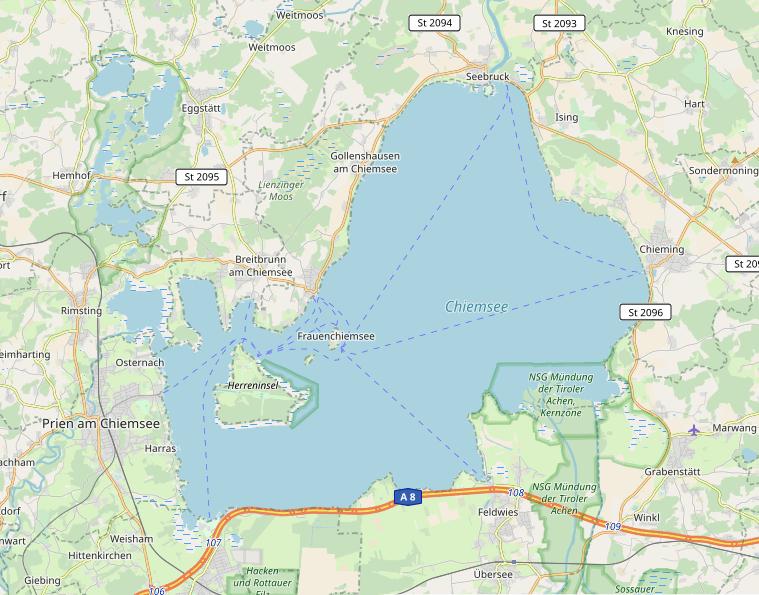
Localisation du Chiemsee en Allemagne du Sud.

Situé au pied des Alpes bavaroises, à 90 km au sud-est de Munich et à 66 km à l'ouest de Salzbourg, le Chiemsee a été creusé par un glacier – une genèse typique des lacs de la région. Sa profondeur maximale est de 72 mètres, pour une profondeur moyenne de 26 mètres. Il se divise entre une grande section au nord-est, le Weitsee (le « grand lac »), et une section méridionale, appelée Inselsee (le « lac aux îles »). Il est alimenté au sud par les rivières Tiroler Achen et Prien et s'écoule au nord dans la rivière Alz.

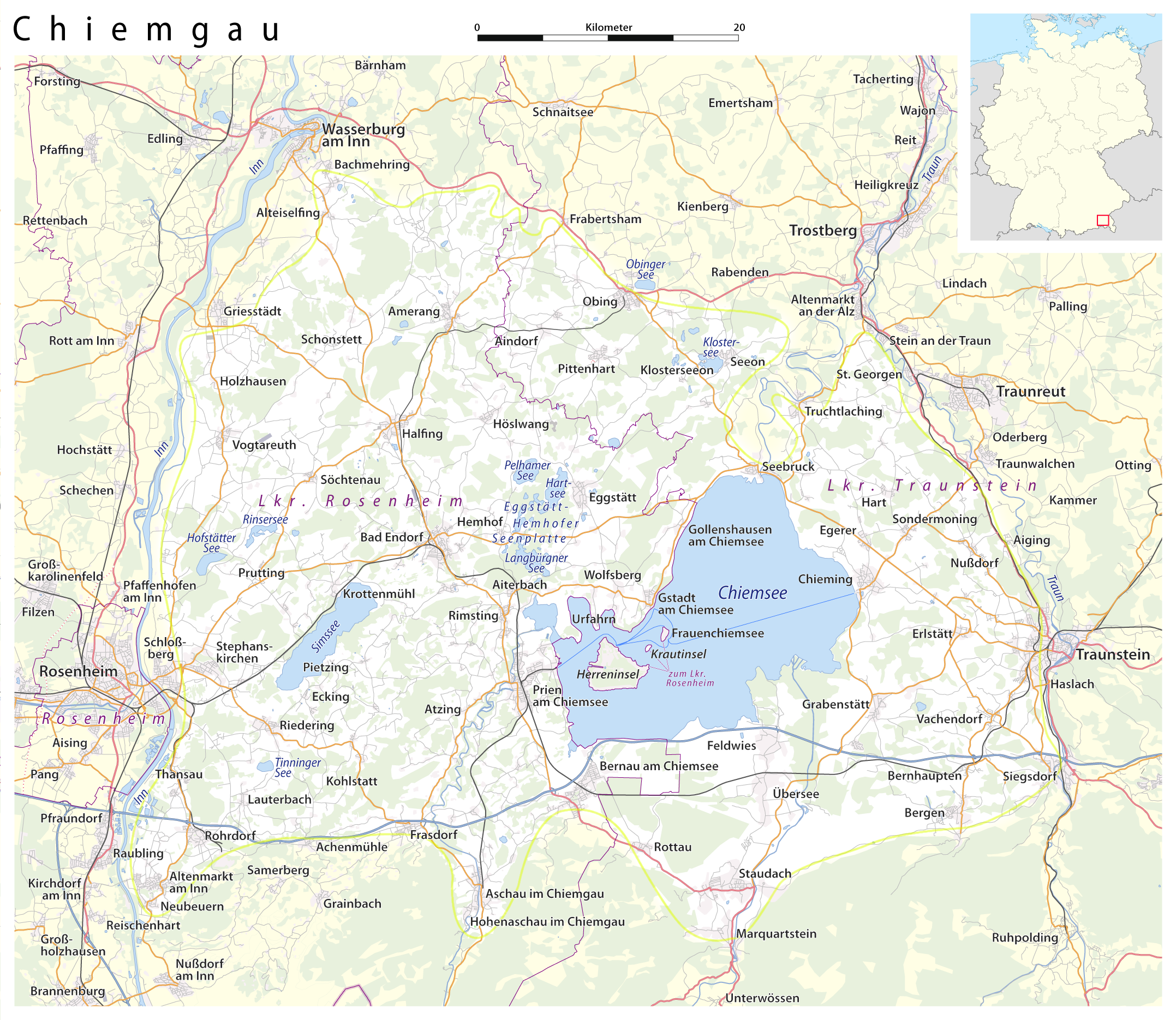
Plan haute résolution du lac au sein de la région du Chiemgau.

Le lac est notamment connu pour les trois principales îles de sa partie méridionale ; ces trois îles sont disposées selon un axe nord-est / sud-ouest :
- Frauenchiemsee ou Fraueninsel, « l'Île aux Dames », sur laquelle est bâti un couvent de religieuses qui lui donne son nom ; c’est sur cette île peu étendue (15,5 ha), la plus au nord des trois, que vivent la plupart des quelque 300 habitants de la commune de Chiemsee[1] ;
- Herrenchiemsee, ou Herreninsel, « l'Île aux Hommes », où le roi « excentrique et bâtisseur[2] » Louis II de Bavière a fait édifier, entre 1878 et 1886, le château de Herrenchiemsee ; cet édifice est une copie du château de Versailles, il est célèbre pour sa « galerie des glaces », plus grande que l’originale ; il héberge un musée consacré à Louis II ; avec ses 238 ha, cette île est de loin la plus étendue des trois et elle est la plus au sud ;
- la troisième île, Krautinsel, « l'Île aux plantes » ou « l'Île aux choux », car les religieuses y cultivaient des légumes et des choux au Moyen Âge, est inhabitée ; cette île est la plus petite des trois, de superficie 3,5 ha, elle est située entre les deux autres.

Ces trois îles forment la commune de Chiemsee.
L'attrait du paysage autour du Chiemsee résulte de la proximité directe des montagnes du Chiemgau : Hochfelln (de) (1 674 m), Hochgern (de) (1 748 m), Kampenwand (de) (1 669 m).
L'autoroute Munich-Salzbourg longe la rive sud du lac.

## Site Ramsar
Le lac Chiemsee a été reconnu site Ramsar le 26 février 1976 pour l'importance de sa zone d'hivernage ornithologique.